# Lasius carniolicus
Lasius carniolicus es una especie de hormiga del género Lasius, tribu Lasiini, familia Formicidae. Fue descrita científicamente por Mayr en 1861.

## Distribución
Se distribuye por Afganistán, China, Kazajistán, Kirguistán, Pakistán, Turquía, Austria, Bulgaria, Croacia, República Checa, Estonia, Francia, Alemania, Grecia, Hungría, Italia, Macedonia, Noruega, Polonia, Eslovenia, España, Suecia y Suiza.

## Hábitat
Habita en montañas elevadas con poca vegetación.